# Dr. Sapirs sjukhus
Dr. Sapirs sjukhus och välgörenhetscenter (persiska:  بیمارستان سپه,  translittererat Bimarestan-e Sapir, engelska: Dr. Sapir Hospital and Charity Center) är ett judiskt välgörenhetssjukhus i Teheran som grundades av Yaghoub Massaband (även känd som Dye Yaghoub). Det är den största välgörenhetsorganisationen bland Irans religiösa minoriteter. Sjukhuset har funnits i över 75 år och leds i dag av Siyamak More Sedgh. Det ägs av Teherans judiska kommitté, som även står för en stor del av den ekonomiska driften.  År 2007 rapporterade The Christian Science Monitor att en viktig orsak till den fredliga samexistensen mellan judar och muslimer i Teheran var den tacksamhet många muslimer känner gentemot Dr. Sapir-sjukhuset.

## Historia
Sjukhuset invigdes år 1942, då under namnet Kheirkhah-kliniken. De första bidragsgivarna var främst judar knutna till Mulla Hanina-synagogan, och en av de första läkarna var den judiske läkaren Ruhollah Sapir. Patienterna utgjordes inledningsvis mest av judar från stadsdelen Oudlajan, som sökte vård för sina barn på grund av hälsoproblem kopplade till dålig vattenkvalitet. Ruhollah Sapir avled själv i tyfus år 1943. Kliniken utvecklades så småningom till ett sjukhus och bytte då namn till ‘’‘Kyros den stores sjukhus’’’. Med tiden började även många muslimska patienter få vård vid sjukhuset.
Efter den iranska revolutionen namngavs sjukhuset efter läkaren Ruhollah Sapir, Dr. Sapir-sjukhuset.
Under revolutionen spelade sjukhuset en viktig roll i att behandla skadade revolutionärer. Till skillnad från många andra sjukhus, som rapporterade sårade oppositionsmedlemmar till underrättelsetjänsten SAVAK, valde Dr. Sapir-sjukhuset att inte göra det. Deras insats var så betydelsefull att Ayatollah Khomeini personligen skrev ett tackbrev till sjukhuset efter att revolutionens var slut.